# Vivanonno
viva nonno（ビバノンノ）はナムコのアーケード基板SYSTEM22を再現するWindows用のエミュレータソフトウェアである。

## 概要
SYSTEM22を使用しているリッジレーサー2、レイブレーサーがプレイ可能（22.03）である。ただし一部のCRC32が記述されたテクスチャの再現度はあまり高くない。
MAMEセットで動作可能だが、リネームが必要である。（CRCをエクスプローラなどで見ながら変更する。）
推奨動作環境はCPUが2GHz、VGAはDirectX7サポート、サウンドボードはDirectSound対応であること、無圧縮テクスチャをVRAM上に展開するためビデオメモリは256MB以上という、リリース当時の時代としては高いスペックを要求した。Windows XP搭載PCの量販型ならば動作する。Windows Vistaでの動作は不明。リリース当時はハイエンドマシンが必要であったが、後に普及型のPCでも動作に耐えられるようになった。
MIPMAPやテクスチャフィルタリングも設定できるので、マシンパワーがあればオリジナルより画像処理を綺麗にすることも可能である。

## その他
設定モード内に「Fake Interlace」とあるが、これはブラウン管独特のインターレースの擬似的再現である。
Sキー（STOP)）を押すと一時停止状態になるが、BGMなどは鳴り続ける。これを利用し、テストモードで聞けるBGMを聞き続けることができる。（通常は5 - 6秒で終了する）
名称はザ・ドリフターズの楽曲「いい湯だな」に由来し、ロゴも温泉の地図記号としている。